# Nationalstadion (Tokyo)
Japans nationalstadion (国立競技場 Kokuritsu kyōgijō), tidligere kendt som Nyt Nationalstadion Tokyo, eller kendt som Japans olympiske Nationalstadion er et multifunktionelt stadion i bydelen Kasumigaoka, Shinjuku, Tokyo, Japan. Stadionet vil blive benyttet til åbnings- og afslutsnings-ceremoni, samt atletikbane ved Sommer-OL 2020 og Paraolympiske Lege i 2021.
Nedrivning af det det gamle nationalstadion fra 1958, var færdigt i maj 2015, hvilket gav arrangørerne og ejerne lov til at starte byggeprocessen den 11. december 2016.
De originale planer for stadionet, blev fremvist i juli 2015 af den daværende japanske premierminister Shinzo Abe, der annoncerede et tilbagegang i byggeprocessen, efter et offentligt oprør på grund af øgede byggeomkostninger. Som et resultat var de nye stadion ikke klar til VM i Rugby 2019, som ellers planlagt. Arkitekten for projektet er japanske Kengo Kuma, der blev valgt i i december 2015, hvilket resulterede det færdige nationalstadion 30. november 2019.